# Moses Mabhida Stadion
A dél-afrikai Durban-ben kifejezetten a 2010-es foci vb miatt épült meg a Moses Mabhida Stadion.
Az alapkövet 2006-ban rakták le.
A terveket egy német cég: a hamburgi Gerkan, Marg and Partners készítette.
A megemelt alapon álló stadion látványossága egy 104 méter magas diadalív, ami a tetőt tartja, ugyanakkor egy drótkötélpálya is húzódik rajta, amin egy kilátóhoz jutnak el a látogatók. Innen a város és az Indiai-óceán tárul a szemük elé.
A nézőtér 80%-át fedi be a tető.
A stadion a világbajnokságon 70 ezer nézőt fogad be, amit később 56 ezerre csökkentenek.